# Липпард, Люси
Люси Липпард (англ. Lucy Lippard; род. 1937 год, Нью-Йорк) — американская писательница и журналистка, арт-критик, активистка, куратор.
Липпард была одной из первых, кто стала употреблять слово «дематериализация» применительно к работам концептуального искусства и была защитницей феминистского искусства. Она автор 21 книги о современном искусстве и получила многочисленные премии и хвалебные отзывы от литературной критики и деятелей искусства.

## Биография
Люси Липпард родилась в Нью-Йорке, жила в Новом Орлеане и Шарлотсвилле, прежде чем стать членом Академии Филлипса в 1952 году. Получив степень бакалавра в Колледже Смит, она работала с Американским комитетом Друзей на службе обществу в мексиканской деревне — это был её первый опыт общения с иностранным народом. Позднее она получила степень магистра истории искусства в Институте изящных искусств Нью-Йоркского университета.
В 1966 году Липпард организовала в Нью-Йорке выставку «Эксцентрическая абстракция», пригласив таких художников, как Ева Хессе и Луиза Буржуа. С 1966 года Липпард опубликовала 20 книг о феминизме, искусстве, политике и получила многочисленные премии и похвальные отзывы от литературной критики и деятелей искусства. Она стала соосновательницей Printed Matter, книжного магазина по искусству в Нью-Йорке, и нескольких общественно-политических организаций, связанных с искусством. Она также курировала более 50 выставок, делала перформансы.
Липпард писала для журналов Art in America, The Village Voice, In These Times, Z Magazine.

## Российские издания
- Люси Липпард. Боль и радость рождения заново: европейский и американский женский боди-арт. // Гендерная теория и искусство. Антология: 1970—2000. — М.: 2005.
- Люси Липпард. Спарринг-обмен: Вклад феминизма в искусство 1970-х гг. // Гендерная теория и искусство. Антология: 1970—2000. — М.: 2005.
- Интервью с Люси Липпард // Ханс Ульрих Обрист. Краткая история кураторства. — М.: Ad Marginem, 2012.